# Fabi Silvestri Gazzè - Un passo alla volta
Fabi Silvestri Gazzè – Un passo alla volta è un film documentario del 2025 diretto da Francesco Cordio sul concerto tenuto il 6 luglio 2024 al Circo Massimo di Roma da Fabi Silvestri Gazzè per i dieci anni dalla pubblicazione dell'album collaborativo Il padrone della festa.

## Trama
Niccolò Fabi, Max Gazzè e Daniele Silvestri raccontano le loro vite e le interazioni artistiche e umane che si sono susseguite negli anni tra i tre artisti nel corso del concerto evento tenuto al Circo Massimo di Roma il 6 luglio 2024 per la celebrazione dei dieci anni dalla pubblicazione del progetto discografico collaborativo Il padrone della festa pubblicato nel 2014.

## Produzione
Il film, diretto da Francesco Cordio e scritto dallo stesso con Giogiò Franchini, è stato prodotto da Fandango e Rai cinema.

## Promozione
Il trailer ufficiale del film è stato pubblicato il 26 febbraio 2025.

## Distribuzione
Il film è stato presentato in anteprima al Bari International Film Festival del 2025 e distribuito nelle sale italiane dal 7 al 9 aprile 2025.

## Accoglienza
Il film ha ottenuto recensioni generalmente favorevoli dalla critica cinematografica.
Simone Emiliani di Sentieri selvaggi lo descrive come «un’operazione nostalgia non celebrativa ma invece vitale e umana» apprezzandone «l’abile, serrato, ma anche intimo montaggio» della regia. Claudia Catalli di Wired Italia scrive che il docufilm risulta «fortemente emotivo, un'esplosione di musica, colori e confessioni ora intime, ora politiche, sempre a tre teste» oltre che «un flusso inarrestabile di coscienza che colpisce potentemente chi guarda, molto più di quanto avrebbe fatto qualunque documentario musicale biografico tradizionale».